# Montalbán de Córdoba
Montalbán de Córdoba és una localitat de la província de Còrdova, Andalusia, Espanya. El nom del poble deriva del llatí mons albanus (muntanya blanca). Limita al nord amb La Rambla, al sud amb Aguilar de la Frontera, a l'est amb Montilla i a l'oest amb Santaella.

## Administració
| Legislatura | Nom                       | Grup                             |
| ----------- | ------------------------- | -------------------------------- |
| 1979-1983   | Juan José Vaquero Jiménez | PCE                              |
| 1983-1987   | Pedro Jiménez Sillero     | PCE-PCA                          |
| 1987-1991   | José Muñoz Rivilla        | IU-Convocatoria por Andalucía    |
| 1991-1995   | José Muñoz Rivilla        | IU-Convocatoria por Andalucía    |
| 1995-1999   | José Muñoz Rivilla        | IU-LV-Convocatoria por Andalucía |
| 1999-2003   | Florencio Ruz Bascón      | PSOE amb suport del PP           |
| 2003-2007   | Florencio Ruz Bascón      | PSOE                             |
| 2007-2011   | José Cañero Morales       | IU-LV-Convocatoria por Andalucía |

## Demografia

### Població
| Any  | Població | Densitat |
| 1787 | 2.185    | 64,26    |
| 1842 | 2.524    | 74,23    |
| 1860 | 2.667    | 78,44    |
| 1877 | 2.872    | 84,47    |
| 1887 | 2.871    | 84,44    |
| 1897 | 3.010    | 88,52    |
| 1900 | 2.965    | 87,20    |
| 1910 | 3.303    | 97,14    |
| 1920 | 3.690    | 108,52   |
| 1930 | 4.148    | 122,00   |
| 1940 | 4.755    | 139,85   |
| 1950 | 4.553    | 133,91   |
| 1960 | 4.615    | 135,73   |
| 1970 | 4.181    | 122,97   |
| 1981 | 4.150    | 122,05   |
| 1991 | 4.500    | 132,35   |
| 1996 | 4.639    | 136,44   |
| 1998 | 4.563    | 134,20   |
| 1999 | 4.573    | 134,50   |
| 2000 | 4.558    | 134,05   |
| 2001 | 4.561    | 134,14   |
| 2002 | 4.510    | 132,64   |
| 2003 | 4.520    | 132,94   |
| 2004 | 4.609    | 135,55   |
| 2005 | 4.602    | 135,35   |
| 2006 | 4.621    | 135,91   |
| 2007 | 4.646    | 136,64   |

## Personatges il·lustres

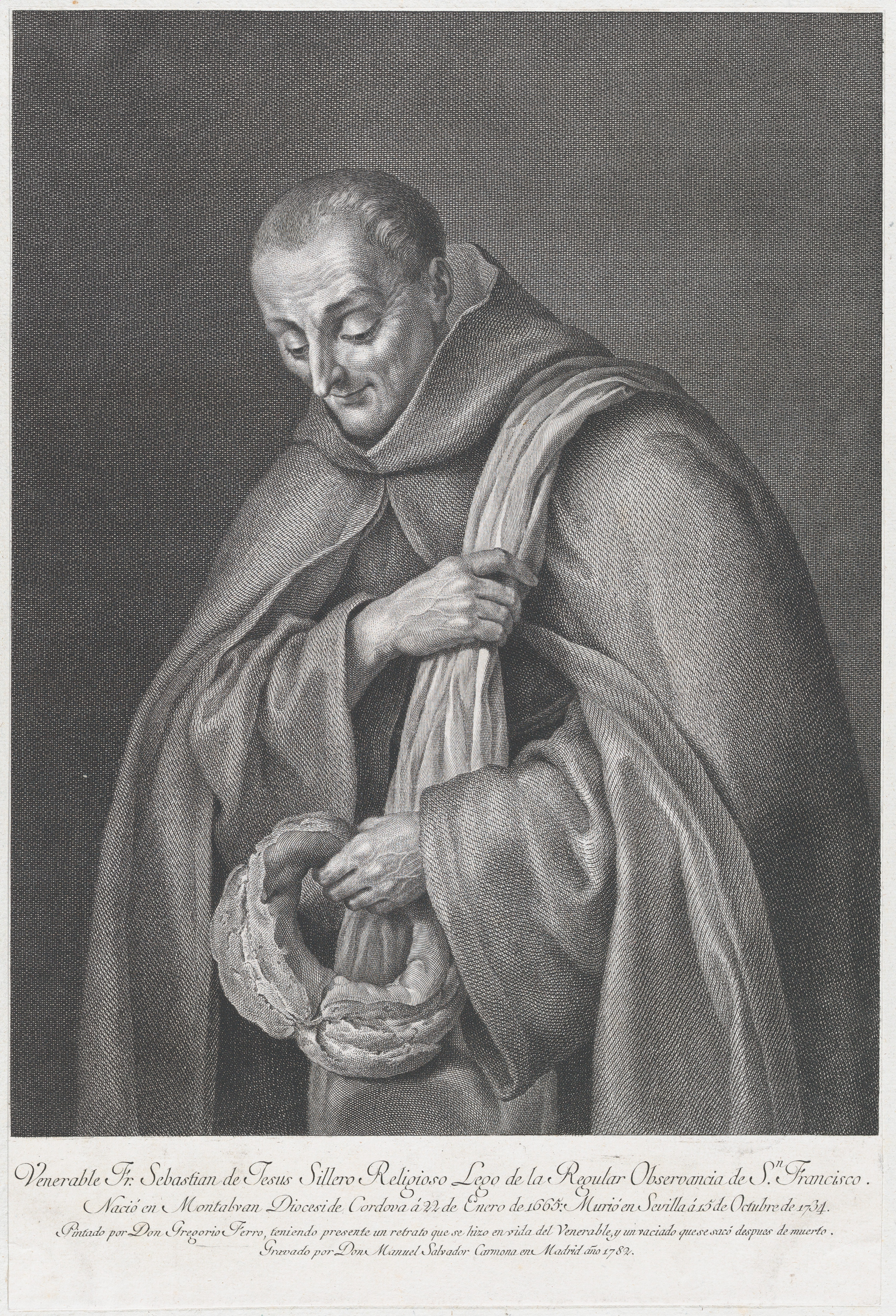
Fray Sebastián de Jesús Sillero

- Carlos Castellano Gómez (compositor).
- Eloy Vaquero Cantillo (polític, mestre, periodista, poeta i advocat).
- Fray Sebastián de Jesús Sillero (frare franciscà).
- Enrique Moreno Rodríguez (escultor).
- Lola Jiménez Sillero (professora, corresponsal, entrenadora de voleibol).